# Living Eyes
Living Eyes ist das 16. Studioalbum der Bee Gees insgesamt sowie das 14. international veröffentlichte. Es erschien im Oktober 1981 bei RSO Records.

## Musik
Die Bee Gees wandten sich mit diesem Album von dem Disco-Sound ab, der in ihren Arbeiten Mitte bis Ende der 1970er-Jahre im Vordergrund stand. Das Album war jedoch kein größerer kommerzieller Erfolg, auch weil die Gruppe zuvor so stark mit Disco verbunden worden war. 

## Entstehung
Nach dem großen Erfolg der Produktion von Barbra Streisands Album Guilty, an der Barry Gibb mit Albhy Galuten und Karl Richardson beteiligt war, fanden sich die Bee Gees im Oktober 1980 in den Middle-Ear-Studios in Miami ein, um ihr nächstes Album aufzunehmen. Sie begannen mit der Arbeit an einigen Songs, die auf später Living Eyes veröffentlicht wurden. Sie wurden von Blue Weaver (Keyboards, Synthesizer, Programmierung), Alan Kendall (Leadgitarre) und Dennis Bryon (Schlagzeug, Percussion) unterstützt, aber die Sessions waren kein Erfolg und die Zusammenarbeit mit den drei Musikern wurde beendet.
Die Aufnahmen begannen somit Anfang 1981 ohne die Bee-Gees-Band, die Ende der 1970er-Jahre mit der Gruppe aufnahm und tourte. Barry Gibb ging davon aus, dass er den Sound, den er wollte, auch mit Session-Musikern anstelle einer Band kreieren konnte. Auf dem Album waren Musiker wie Don Felder, Jeff Porcaro, Richard Tee, George Terry und Steve Gadd zu hören. Außerdem sagten die Bee Gees, dass sie versuchen wollten, nicht mehr als Disco-Act wahrgenommen zu werden, weshalb das Album auch nur sehr wenig Falsett-Gesang enthielt (der zu diesem Zeitpunkt zu einem Markenzeichen von Bee Gees geworden war), mit Ausnahme des Songs Soldiers.
Barry Gibb hatte zusammen mit den Produzenten Galuten und Richardson einen eigenen Produktionsstil entwickelt. Aber Robin und Maurice Gibb waren wieder im Studio aktiv geworden und trugen mehr zum Gesang und zur Produktion bei, was zu Spannungen zwischen ihnen und dem Gibb-Galuten-Richardson-Produktionsteam führte. Galuten sagte später, die Aufnahmen hätten ihm keinen Spaß bereitet und er hätte überlegt, das Team zu verlassen.

## Rezeption
Living Eyes verkaufte sich weltweit etwa 1.250.000 Mal, was deutlich weniger war als zuvor, verglichen etwa mit den geschätzten 20 bis 30 Millionen Exemplaren ihres vorherigen Studioalbums Spirits Having Flown aus dem Jahr 1979. Obwohl es sich weder in Großbritannien noch in den USA gut verkaufte, war das Album in den meisten Ländern ein Top-40-Erfolg. Es erreichte in den USA Platz 41, in Großbritannien Platz 73, in Deutschland mit Platz 37. Ein größerer Erfolg war es etwa in Italien mit Platz acht, Spanien mit Platz vier oder Norwegen mit Platz sechs.

## Titelliste
Alle Lieder wurden von Barry, Robin und Maurice Gibb geschrieben, außer wo anders angegeben.
1. Living Eyes – 4:20
2. He’s a Liar – 4:05
3. Paradise – 4:21
4. Don’t Fall in Love with Me – 4:57
5. Soldiers – 4:28
6. I Still Love You – 4:27
7. Wildflower – 4:26
8. Nothing Could Be Good (Albhy Galuten, B. Gibb, R. Gibb, M. Gibb) – 4:13
9. Cryin’ Everyday – 4:05
10. Be Who You Are (B. Gibb) – 6:42